# Cloud rap
Cloud rap (también conocido como trillwave o based music) es un microgénero de la música Hip hop. Es típicamente caracterizado por su producción estilo lo-fi.

## Historia y características
Clams Casino ha sido reconocido como pionero del sonido del cloud rap en 2010. La producción de cloud rap la música ha sido descrita como "brumosa", que a menudo incluye "muestras vocales etéreas" y la "estética de los productores electrónicos de dormitorios". En un artículo de 2010, Walker Chambliss presumió que el término fue inventado por el escritor musical Noz mientras entrevistaba al rapero Lil B, pero la entrevista en cuestión no incluía realmente la frase. los artistas del Cloud rap emplean muestras vocales "tipo canto" para crear un efecto "surrealista". Según Nico Amarca de Highsnobiety, el género se definió inicialmente por el uso de "frases sin sentido y cebos de Twitter", como para parodiar y abrazar la cultura de Internet, a partir de la cual se creó. Amarca También cree Yung Lean había cambiado al cloud rap a través de su "melancólico y ensueño rapeo"". De acuerdo con FACT, el género describe "casi todo lo-fi, rapeo borroso que hace su camino a la red". El género atrajo la atención de la internet cuando el rapero A$AP Rocky debutó en 2011.  El cloud rap se ha vuelto popular en la "blogosfera", pero su interés general ha disminuido.

## Máximos exponentes
- A$AP Rocky
- Bladee
- Chris Travis
- Playboi Carti
- SpaceGhostPurpp
- LUCKI
- Lil B
- Yung Lean

BONES
Ruben Slikk
Metro Zu
Viper